# Kami Cotler
 (octobre 2024).
Pour les articles homonymes, voir Cotler.
Kami Cotler est une actrice américaine née le 17 juin 1965 à Long Beach, Californie (États-Unis).

## Filmographie
- 1971 : The Homecoming: A Christmas Story (TV) : Elizabeth
- 1972 : Me and the Chimp (série TV) : Kitty Reynolds
- 1972 : The Heist (TV) : Wendy Craddock
- 1982 : A Wedding on Walton's Mountain (TV) : Elizabeth Walton
- 1982 : Mother's Day on Waltons Mountain (TV) : Elizabeth Walton
- 1982 : A Day for Thanks on Walton's Mountain (TV) : Elizabeth Walton
- 1993 : A Walton Thanksgiving Reunion (TV) : Elizabeth
- 1995 : A Walton Wedding (TV) : Elizabeth
- 1997 : A Walton Easter (TV) : Elizabeth Walton